# ダレ・グリガラヴィチエネ
ダレ・グリガラヴィチエネ（リトアニア語: Dalia Grigaravičienė、1948年11月28日 - ）は、リトアニアの医者、政治家。

## 経歴
1973年、ヴィリニュス大学医学部を卒業。以後、医者として勤務。
1997年から2000年までシャケイ地区自治体議会議員。2007年より再びシャケイ地区自治体議会議員を務める。
リトアニア政治犯・被追放者連合に所属していたが、2003年からは祖国同盟シャケイ地区支部に所属している。
既婚で、夫はユリュス。2児（ギエドレ、ユリュス）の母。